# Contarina Contarini
Contarina Contarini, auch Contarina Contarini Marcello (* in Venedig; † nach dem 31. Juli 1497 ebenda), war durch die Ehe mit dem Dogen Nicolò Marcello während seiner Amtszeit vom 13. August 1473 bis zu seinem Tod am 1. Dezember 1474 Dogaressa der Republik Venedig.

## Leben

### Herkunft, eigene Familie
Contarina Contarini di Donato entstammte einer der zwölf vornehmsten Familien der Republik; diese zählte zu den „apostolischen“ Familien und hatte bereits eine Reihe von Dogen gestellt.
Contarina Contarini heiratete in erster Ehe Francesco Mocenigo di Lazzaro, der ebenfalls einer der führenden Familien entstammte, doch starb Mocenigo bald. Ebenso wie sie war der spätere Doge Nicolò Marcello ab 1427 verheiratet, nämlich mit Bianca Barbarigo di Francesco di Pietro. Doch bald war auch er verwitwet. Schließlich heirateten beide 1438 zum zweiten Mal. Doch die Ehe Marcellos und Contarinas blieb ohne männliche Erben, ebenso wie bereits seine erste Ehe. Contarina Contarini brachte die gemeinsame Tochter Maria zur Welt, die Nonne wurde.

### Dogaressa (1473–1474)
Der Chronist Agostino Agostini meint, die Dogaressa sei nicht in den Dogenpalast eingezogen, womit er wahrscheinlich meinte, dass sie nicht in feierlicher Prozession den sonst üblichen Einzug als Dogaressa öffentlich zelebrierte. Dass dies mit dem Krieg gegen die Osmanen (1463–1479) zusammenhing, mutmaßte Holly Hurlburt.
In seinem Testament vom 24. Juli 1473 verfügte der zukünftige Doge, dass seine „diletta consorte“ neben verschiedenen Geschäftserträgen 2000 Dukaten wegen ihrer Mitgift erhalten sollte, dazu „veste, manti et vestidure et altre cosse fò per so uxo“. Außerdem sollte sie den Teil seines Hauses in der „contrada di Madona santa Marina“, also in der Pfarrgemeinde Santa Marina, auf Lebenszeit bewohnen können, und, falls sie es vorzog, nicht dort zu wohnen, diesen auch vermieten dürfen. Hinzu kamen Gebetsgedenken und die einmalige Ausstattung der Wohnung. All dies sollte so ausgestaltet sein, dass sie ehrenvoll („honestamente“) leben konnte.

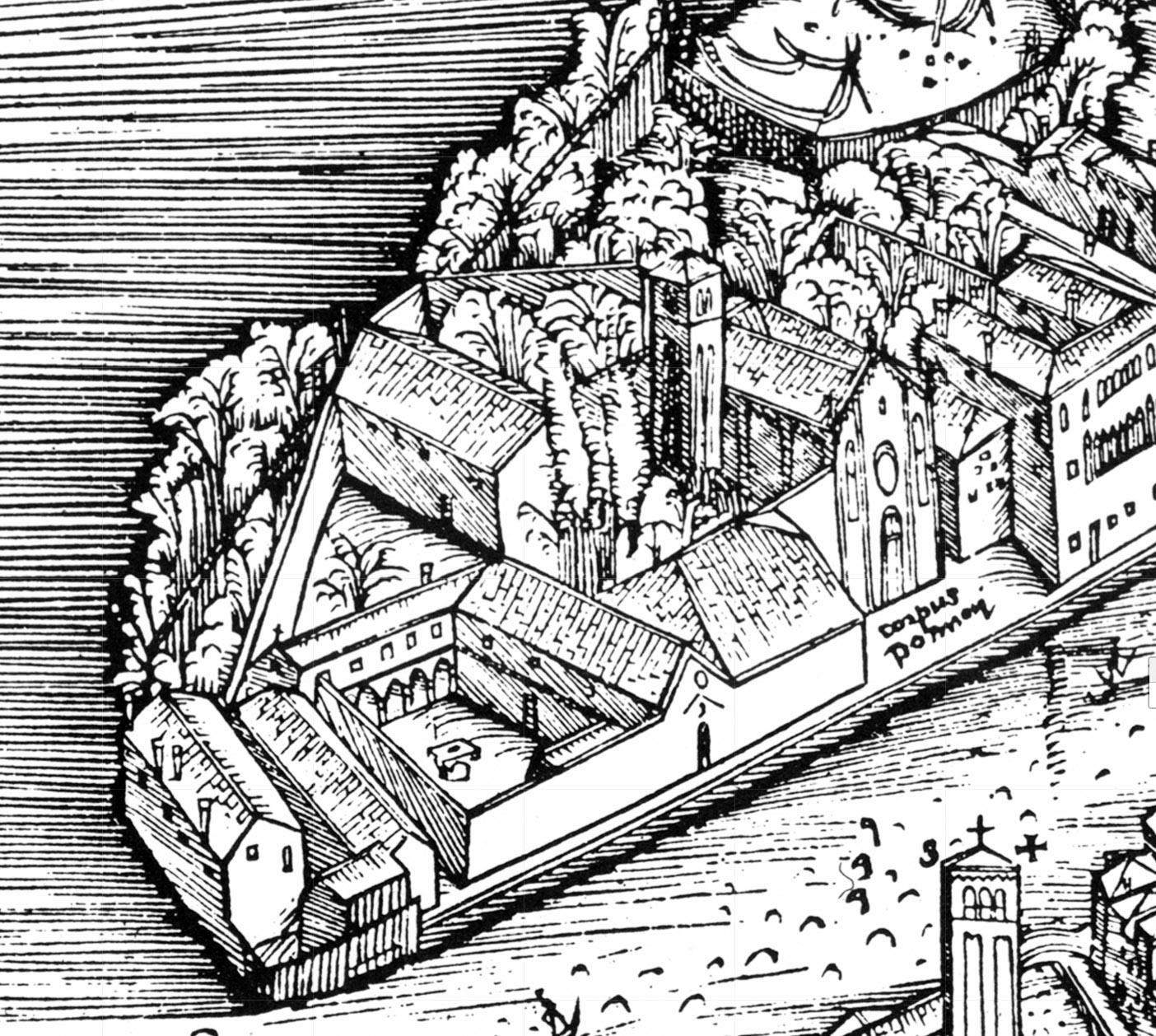
Kirche und Konvent Corpus Domini im Plan des Jacopo de’ Barbari, um 1500; die Gebäude wurden ab 1810 über mehrere Jahre zerstört

Sie selbst, die noch ein Vierteljahrhundert lebte, setzte ihr Testament am 31. Juli 1497 auf. Bei ihrer Tochter im Konvent Corpus Domini wollte Contarina Contarini beigesetzt werden, wie sie darin verfügte. Gekleidet im Habit der Tertiarierinnen des Franziskanerordens wollte sie dort, bei ihrer Tochter, begraben werden.